# Ucrania en los Juegos Olímpicos de Atlanta 1996
Ucrania estuvo representada en los Juegos Olímpicos de Atlanta 1996 por un total de 231 deportistas que compitieron en 21 deportes. Es la primera vez que este país participa en los Juegos Olímpicos.
El portador de la bandera en la ceremonia de apertura fue el atleta Serguéi Bubka.

## Medallistas
El equipo olímpico ucraniano obtuvo las siguientes medallas:
| Nombre                                                                              | Deporte            | Competición                  |
| ----------------------------------------------------------------------------------- | ------------------ | ---------------------------- |
| Oro                                                                                 |                    |                              |
| Inessa Kravets                                                                      | Atletismo          | Triple salto F               |
| Vladimir Klichko                                                                    | Boxeo              | Superpesado (+91 kg) M       |
| Rustam Sharipov                                                                     | Gimnasia artística | Barras paralelas M           |
| Liliya Podkopayeva                                                                  | Gimnasia artística | Concurso completo ind. F     |
| Liliya Podkopayeva                                                                  | Gimnasia artística | Suelo F                      |
| Kateryna Serebrianska                                                               | Gimnasia rítmica   | Concurso completo F          |
| Timur Taimazov                                                                      | Halterofilia       | 108 kg M                     |
| Viacheslav Olinyk                                                                   | Lucha grecorromana | 90 kg M                      |
| Yevhen Braslavets Ihor Matviyenko                                                   | Vela               | 470 M                        |
| Plata                                                                               |                    |                              |
| Liliya Podkopayeva                                                                  | Gimnasia artística | Barra de equilibrio F        |
| Svitlana Mazi Dina Miftajutdynova Inna Frolova Olena Ronzhyna                       | Remo               | Cuatro scull (W4x) F         |
| Bronce                                                                              |                    |                              |
| Olexandr Bahach                                                                     | Atletismo          | Peso M                       |
| Olexandr Krykun                                                                     | Atletismo          | Disco M                      |
| Inga Babakova                                                                       | Atletismo          | Salto de altura F            |
| Oleh Kyriujin                                                                       | Boxeo              | Minimosca (48 kg) M          |
| Ihor Korobchynsky Hrihori Misiutin Volodymyr Shamenko Rustam Sharipov Yuri Yermakov | Gimnasia artística | Concurso completo por eqs. M |
| Olena Vitrychenko                                                                   | Gimnasia rítmica   | Concurso completo ind. F     |
| Denys Hotfrid                                                                       | Halterofilia       | 99 kg M                      |
| Andri Kalashnykov                                                                   | Lucha grecorromana | 52 kg M                      |
| Elbrus Tedeyev                                                                      | Lucha libre        | 62 kg M                      |
| Zaza Zazirov                                                                        | Lucha libre        | 68 kg M                      |
| Olena Sadovnycha                                                                    | Tiro con arco      | Individual F                 |
| Olena Pajolchyk Ruslana Taran                                                       | Vela               | 470 F                        |